# Leandro Gobatto
Leandro Gobatto (San Paolo, 4 aprile 1982) è un ex calciatore brasiliano, di ruolo centrocampista.

## Caratteristiche tecniche
Gobatto è un trequartista, simile per posizione in campo a Ronaldinho. Può essere impiegato dietro alle punte, oppure come trequartista centrale nel modulo 4-2-3-1; nella stagione al Piacenza è stato anche utilizzato come mezzala sinistra.

## Carriera
Brasiliano di San Paolo, Gobatto inizia la sua carriera da calciatore nel Clube Atlético Juventus, squadra militante nella Série B, secondo livello del campionato nazionale.
Nel 2004 si trasferisce al Brujas, militante nella massima serie costaricana. Vi rimane per due stagioni, mettendo a segno globalmente 12 reti in 30 partite.
Nell'aprile 2006 arriva in Italia, dove sostiene un provino con l'Udinese. Scartato dai friulani, resta comunque in Italia passando in prestito al Piacenza, in Serie B. Con la formazione emiliana disputa solamente 9 partite, senza impressionare, e a fine stagione lascia il Piacenza per tornare a giocare in Costa Rica, sempre nel Brujas. Qui riconquista il posto da titolare mettendo a segno complessivamente 4 reti in 22 incontri disputati.
Nel 2009 torna a giocare in patria, nel Santa Cruz, squadra di Recife, e nel 2010 si trasferisce al São Bernardo, militante nel Campionato Paulista.